# Scion (comics)
Pour les articles homonymes, voir Scion.
Scion est un comics publié par CrossGen, scénarisé par Ron Marz et dessiné par Jim Cheung, qui dura 43 épisodes.
- scénario : Ron Marz
- dessin : Jim Cheung (#1-6, 8-11, 13-16, 18-21, 23), Rick Leonardi (#7), Andrea Di Vito (#12, 17), Karl Moline (#22)
- encrage : Don Hillsman III (#1-6, 8-11, 13-16, 18-21, 23), Karl Kesel (#7), Rob Hunter (#12, 17), John Dell (#22)
- couleurs : Caesar Rodriguez (#1-6, 8-11), Justin Ponsor (#13-16, 18-21, 23), Paul Mounts (#7, 12), Jason Lambert (#17), Matt Milla (#22)

## Synopsis
La série se déroule sur un monde basé sur la combinaison d’un mode de vie médiéval avec une grande avancée technologique, notamment dans le domaine des biotechnologies, qui leur permettent de créer des créatures artificielles à leur service, les « races inférieures ».
Elle met en scène le prince Ethan de la dynastie Héron, et sa lutte contre le prince Bron de la dynastie Raven, deux familles rivales aux idées opposées qui règnent sur deux grands royaumes séparés par un océan.
À la suite de l’apparition d’une mystérieuse marque (un Sigil) sur son bras, juste avant le combat rituel qui doit l'opposer à Bron, la vie d’Ethan est bouleversée. Avec le soutien de Skink un serviteur créé artificiellement, qui est en fait une émanation de la puissance qui a apposé cette marque, Ethan va devoir affronter de nombreuses épreuves et choisir entre sa loyauté envers sa famille et son royaume et le sauvetage des races inférieures, traitées comme des esclaves chez les Ravens ou comme des serviteurs chez les Hérons. Et l’amour est aussi de la partie.

## À noter
Un événement déterminant se situant entre les épisodes 1 et 2 de Scion est mis en scène par Ron Marz et Barbara Kesel (scénario) et Claudio Castellini (dessins) dans Crossgen Chronicles #1.
Le numéro 2 de CrossGen Chronicles (Ron Marz / George Perez) raconte comment une bataille navale entre deux ancêtres des Hérons et Ravens fut à l'origine de la trêve entre leurs deux peuples et du combat rituel remplaçant leurs guerres.

## Publications
Les numéros 1 à 12 de la série ont été traduits en France par Semic dans les numéros 1 à 6 de la revue du même nom puis les numéros 13 à 23 dans les 11 numéros de la revue Crossgen Universe.

## Liens
- (fr) Scion sur Comics VF